# Список самолётов, поставленных в СССР по ленд-лизу

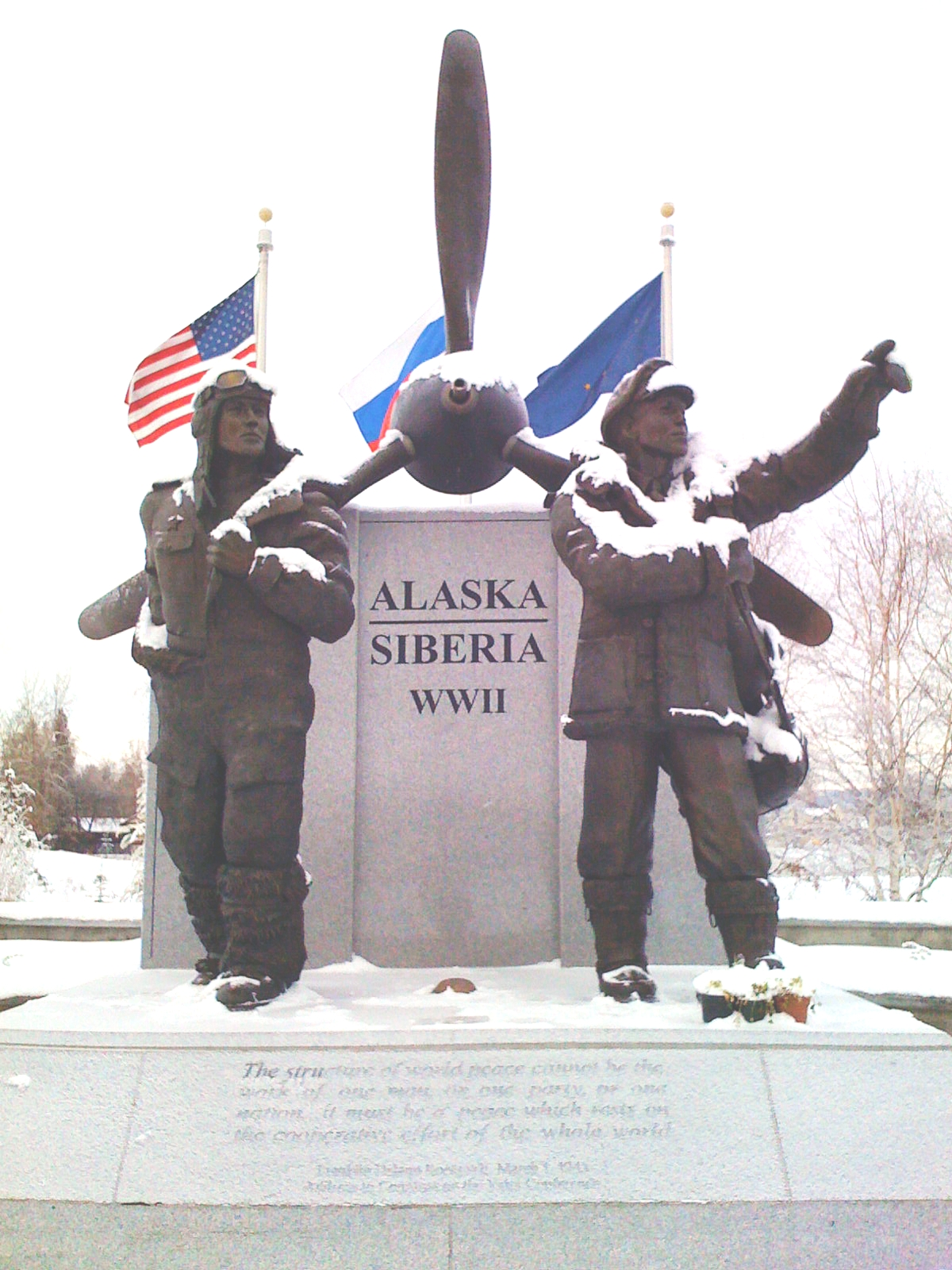
Мемориал участникам поставок авиатехники по маршруту Алсиб

В список включены образцы авиатехники, поставленные в СССР из США и Великобритании в годы Второй мировой войны по программе ленд-лиза. Первые образцы были закуплены советской стороной в США и переданы Великобританией до распространения программы поставок по ленд-лизу на СССР. В дальнейшем поставки авиатехники определялись трёхсторонними соглашениями между СССР, США и Великобританией.
Всего по ленд-лизу в СССР поступили 14 126 американских и 4174 британских самолётов, из них около 8 тысяч было перегнано из Аляски, а остальные были доставлены морским путём из Великобритании в Мурманск. Небольшое количество самолётов первоначально поступило и через Иран.

## Историческая справка
Ленд-лиз или кредит-аренда (от англ. lend — давать взаймы и lease [liːs] — сдавать в аренду, внаём) — государственная программа, по которой Соединённые Штаты Америки поставляли своим союзникам во Второй мировой войне боевые припасы, технику, продовольствие, медицинское оборудование и лекарства, стратегическое сырьё, включая нефтепродукты.
Закон о ленд-лизе (англ. Lend Lease Act) полное название — «Закон по обеспечению защиты Соединенных Штатов», (англ. An Act to Promote the Defense of the United States) был разработан и принят Конгрессом США 11 марта 1941 года с основной целью предоставить всё необходимое странам союзникам антигитлеровской коалиции на взаимовыгодных условиях, участие которых в войне американский президент считал жизненно важной для обороны самих США. Первоначально в программу ленд-лиза были включены страны Британской Империи и Китай. С ноября 1941 года к программе присоединили СССР, а к концу войны практически все союзники США стали её участниками. Программа ленд-лиза в общей сложности применялась более чем к 40 странам, тем не менее, наиболее масштабные поставки были направлены в Великобританию и СССР. Существенной особенностью ленд-лиза для СССР явился сам факт его применения невзирая на существовавшее политическое противостояние с капиталистическими странами. Ленд-лиз следует рассматривать не как помощь, а как платную услугу одного государства другому. Таким образом, США с помощью ленд-лиза осуществляли инвестиции в собственную безопасность. В 1942 году США подписали с Великобританией, Австралией, Новой Зеландией и «Свободной» Францией ещё одно соглашение, так называемый «Обратный» ленд-лиз. В соответствии с подписанным соглашением, уже союзники обязались предоставить армии США товары, обслуживание и транспортные услуги, а также свои военные базы.
Поставки по ленд-лизу в СССР осуществлялись на основании нескольких договоров:
- По Первому («московскому») протоколу (29 сентября — 1 октября 1941 года) США и Великобритания обязались на протяжении 9 месяцев поставить в СССР в числе прочего 3600 самолётов (или ежемесячно по 400 самолётов), расчёты по займу должны были производится на протяжении десяти лет, начиная с шестого года после окончания Второй мировой войны[8]. Действие договора вступило в силу 1 октября 1941 года. Поставки начались 7 декабря 1941 года, однако были отложены до 28 декабря из-за вступления США в войну с Японией. В результате этого произошёл срыв графика завоза вооружений и недопоставка отдельных видов стратегических грузов, что вызвало недовольство руководства СССР. Из 3600 обещанных в СССР были отправлены 3296 самолётов, из них 288 погибли вместе с пароходами, на которых их доставляли[9]. 7 октября 1942 года Сталин написал Рузвельту: «Мы готовы временно отказаться полностью от поставок танков, артиллерии, боеприпасов, пистолетов и т. п. Но вместе с тем мы сейчас крайне нуждаемся в увеличении поставок самолётов-истребителей современного типа (например, „Аэрокобра“)»[10].
- Второй («вашингтонский») протокол поставок на период с 1 июля 1942 по 30 июня 1943 года был подписан 9 декабря 1942 года. В соответствии с ним США и Великобритания обязались поставить в СССР по 30 июня 1943 года, в числе прочего не менее 5 тысяч самолётов[11]. С началом действия Вашингтонского протокола к поставкам по ленд-лизу подключилась Канада[Комм 1]. В рамках договора на 1 июля 1943 года в числе прочего в СССР было завезено 4790 самолётов (2595 или 54,1 % — из США и 2195 или 45,9 % — из Великобритании). Значительная часть полученных самолётов подлежала немедленной отправке на Кавказ, причём значительную часть из 4790 самолётов составили современные образцы: 1665 «Аэрокобр» (P-39), 1158 «Бостонов» (A-20), 80 «Скайтрейтов» (C-47), а каждый восьмой из единственных на то время серийно производимых бомбардировщиков США «Митчел» (B-25) поставлялся в СССР (в рамках Вашингтонского протокола поставлено 204 самолёта этого типа)[12]. Кроме того, помимо протокольного соглашения в СССР до середины 1943 года был предоставлен засекреченный на то время Либерейтор (B-24), 78 бомбардировщиков B-25 и 600 маневренных истребителей П-40Н[13].
- Третий («лондонский») протокол поставок на период с 1 июля 1943 по 30 июня 1944 года был подписан 19 октября 1943 года. Переговоры переросли в сложную дипломатическую игру, в которой увеличение поставок в СССР было напрямую связано с уступками советской стороне. Впервые наряду с представителями США, Великобритании и СССР его подписал представитель Канады. В соответствии с подписанным в Лондоне договором советской стороне гарантировалось получение всех недопоставленных материалов и вооружения, предусмотренных предыдущим Вашингтонским (II) протоколом. В рамках договора на 1 июля 1944 года в числе прочего в СССР было завезено 6117 самолётов (3905 или 63,8 % — из США и 2212 или 36,2 % — из Великобритании). В рамках Лондонского протокола по ленд-лизу в СССР стали поступать более современные и специальные самолёты: P-63, большие «летающие лодки» (PBN-1 и HBY-6A), а также истребители P-47[14].
- Четвертый («оттавский») протокол поставок был представлен в начале 1944 года. Согласование статей протокола затянулось не только из-за большого количества запрашиваемых невоенных материалов, но и по политическим мотивам. Официальный срок действия четвёртого протокола был рассчитан на период с 1 июля 1944 по 30 июня 1945 года, однако США отказались предоставить СССР право отмены без компенсации уже готовых заказов вплоть до дня отправления. По этой причине в середине октября 1944 года представители СССР отбыли, не подписав соглашения. В дальнейшем советская сторона добивалась предоставления кредита и проведения значительной части промышленного оборудования для гражданских нужд по статье военных материалов. Тем не менее, американская сторона продолжала упорствовать. Дальнейшее затягивание переговоров грозило автоматическим прекращением поставок по ленд-лизу. 12 апреля 1945 года после смерти Франклина Рузвельта и выбора новым президентом США Гарри Трумэна[Комм 2] такая угроза стала вполне очевидной[17]. Смерть Рузвельта и новая президентская политика совпали с завершением действия Лондонского протокола, поэтому чтобы избежать прекращения поставок, 17 апреля 1945 года советский полномочный представитель и посол в Канаде Г. Зарубин поставил подпись под Оттавским (IV) протоколом. В рамках договора до 30 июня 1945 года в числе прочего в СССР было завезено 4583 самолёта (3407 или 74,3 % — из США и 1176 или 25,7 % — из Великобритании)[14].
- Спецпрограмма для Дальнего Востока (соглашение, рассчитанное на срок 18 месяцев) было достигнуто 17 октября 1944 года и дополнительный (к ней) список Молотова — Микояна (известные как программа «Майлпоуст») действовали с 12 мая 1945 года (с момента формальной приостановки действия Оттавского протокола) вплоть до официального окончания Второй мировой войны (по 2 сентября 1945 года). По-прежнему львиную долю в суммарном объёме поставок, предусмотренных спецпрограммой, занимала авиатехника. На протяжении 1944—1945 годов союзники передали СССР такое количество самолётов различных типов, которого хватило на то, чтобы восполнить потери в ходе всех стратегических операций, проведенных Красной Армией за этот период[18][19].

Первые поставки в СССР начались морскими конвоями через порты Архангельска и Мурманска. С разгромом каравана PQ-17 возникла необходимость в альтернативных маршрутах поставки. В 1942 году заработал сначала «Персидский коридор» с поставками через Иран и Ирак, а с сентября 1942 года начались поставки самолётов по трассе АлСиб (Красноярской трассе). Общее количество самолётов, поставленных США и Великобританией в СССР до 1 января 1944 года, составило 7800. Бо́льшая часть самолётов незамедлительно направлялась на фронт, где наиболее высокую оценку получили американские «Аэрокобры», а лучшими авиаразведчиками стали британские «Спитфайеры».
Поставки товаров и сырья в СССР по ленд-лизу в течение Второй мировой войны позволяли ежегодно высвобождать из производства около 600 тысяч человек, сокращая тем самым армию тыла и повышая потенциальную численность воюющих на фронте.
В момент принятия закона о ленд-лизе была предусмотрена дата окончания его действия: до 30 июня 1946 года. Однако после победы над Японией ситуация коренным образом изменилась: США стало крайне невыгодно экономическое укрепление своих бывших союзников, и 21 августа 1945 года президент Трумэн объявил об окончании программы ленд-лиза. Согласно заявлению американского президента был установлен крайний срок применения законодательного акта — до 20 сентября 1945 года. При этом все грузы по ленд-лизу, которые находились в пути, поставлялись ещё на протяжении месяца. Таким образом, договорные обязательства США по ленд-лизу были завершены более чем на 8 месяцев раньше намеченного срока. Фактически действие закона о ленд-лизе от 11 марта 1941 года было отменено США 21 августа 1945 года без предупреждения.
Фактический объём американских поставок в рамках закона о ленд-лизе был эквивалентен на момент действия договора приблизительно 10,8 млрд $. В соответствии с условиями закона о ленд-лизе оплате подлежала только уцелевшая в ходе войны техника. В этой связи непосредственно по окончании Второй мировой войны начались советско-американские переговоры для согласования итоговой суммы выплат. Изначально США рассчитывали на получение суммы, подлежащей оплате за уцелевшую гражданскую технику и оборудование с учётом их износа, в размере 2,6 млрд. $. Тем не менее, для начала переговоров эта сумма была снижена до 1,3 млрд. $, то есть вдвое. Однако на переговорах 1948 года представители СССР согласились на выплату только 170 млн. $ и получили предсказуемый отказ со стороны США. Переговоры 1949 года также не увенчались успехом: представители СССР предложили увеличить сумму предполагаемых выплат до 200 млн. $, с рассрочкой на 50 лет, в то время как американская сторона соглашалась снизить её до 1 млрд. $ с рассрочкой на 30 лет. В 1951 году американской стороной дважды снижалась сумма платежа, которая в итоге снизилась до 800 млн $. Несмотря на это, представители СССР на переговорах соглашались на выплату только 300 млн $. По мнению советского правительства, расчёт должен был вестись не в соответствии с реальной задолженностью, а на основе прецедента. Этим прецедентом должны были стать пропорции при определении долга между США и Великобританией, которые были закреплены ещё в марте 1946 года.
Соглашение с СССР о порядке погашения долгов по ленд-лизу было заключено лишь в 1972 году. По этому соглашению СССР обязался до 2001 года заплатить 722 млн $, включая проценты. К июлю 1973 года были осуществлены три платежа на общую сумму 48 млн $, после чего выплаты были прекращены в связи со вводом американской стороной дискриминационных мер в торговле с СССР (Поправка Джексона — Вэника). В июне 1990 года в ходе переговоров президентов США и СССР стороны вернулись к обсуждению долга. По заявлению бывшего заместителя министра внешнеэкономических связей СССР Ю. Н. Чумакова сумму выплат по ленд-лизу определили в 674 млн $ Был установлен новый срок окончательного погашения задолженности — 2030 год, и сумма — 674 млн $.
После распада СССР остро встал вопрос — к кому переходят обязательства по долгам бывшего СССР (включая долги по ленд-лизу). После многолетних согласований Россия стала основным правопреемником СССР и продолжила выплату долга. По состоянию на 2004 год задолженность России перед США по ленд-лизу существенно уменьшилась, и есть высокая вероятность завершения расчётов значительно раньше установленного договором срока — 2030 год.

## Поставки самолётов
Список разбит на два основных раздела по странам происхождения авиационной техники, несмотря на то, где были произведены самолёты и откуда непосредственно они были поставлены (значительное количество поставленных в СССР самолётов было произведено в Канаде, Великобритания поставила в СССР часть самолётов, переданных ей США). Внутри каждого раздела дополнительно самолёты разбиты по типу — истребители, бомбардировщики, все остальные (транспортные самолёты, разведчики, амфибии и учебные самолёты) объединены в общий подраздел. Для быстрого перехода к соответствующему разделу списка достаточно однократно щёлкнуть на названии подраздела, а для получения детальной информации — навести курсор на «Комм.». В отдельный раздел вынесены самолёты, поставленные в СССР в единичных количествах. Не включены в список модели самолётов, официально не поставлявшиеся союзниками и попавшие в СССР после аварий над территорией страны либо захваченные в качестве трофеев.

### Производства США
| Истребители • Бомбардировщики • Другие типы самолётов |

| Обозначение            | Изображение | Краткое описание | Год начала выпуска | Производитель                     | Прибыло в СССР, шт. |             |
| Истребители            | Истребители | Истребители | Истребители        | Истребители                       | Истребители         | Истребители |
| ---------------------- | ----------- | --- | ------------------ | --------------------------------- | ------------------- | ----------- |
| P-40                   |             | Истребители Curtiss P-40 стали первыми самолётами американского производства, поставленными в СССР по программе ленд-лиза, и были известны под названиями «Томагаук» и «Киттихаук». | 1936               | Curtiss-Wright                    | 2134                |             |
| P-39 Airacobra         |             | P-39 («Аэрокобра») — самый массовый из всех типов самолётов, поставленных в СССР по ленд-лизу. Первые 11 самолётов прибыли в СССР из Великобритании в конце 1941 года. Всего США отправили в СССР 4746 самолётов, ещё 212 были отправлены из Великобритании из числа уже бывших там в эксплуатации. До СССР добрались 4952 самолёта, при этом в боях было сбито 2202 истребителя. | 1940               | Bell Aircraft                     | 4952                |             |
| P-63 Kingcobra         |             | P-63 («Кингкобра», поставки которого начались в июне 1944 года по Алсибу) вводить в состав действующих частей ВВС СССР не торопились. После капитуляции Германии самолёты были направлены в Забайкалье, где приняли участие в боях с Японией. | 1942               | Bell Aircraft                     | 2400                |             |
| P-47 Thunderbolt       |             | Первые три истребителя P-47 «Тандерболт» были переданы советской стороне по особой просьбе руководителя советской военной миссии в США в октябре 1943 года. В боях «Тандерболт» практически не участвовал и к середине 1946 года был снят с вооружения ВВС. | 1942               | Republic Aviation                 | 195                 |             |
| P-51 Mustang           |             | 10 истребителей P-51 «Мустанг» были поставлены в СССР из Великобритании с целью изучения возможностей данной модели. 2 истребителя прибыли в декабре 1941 года, остальные 8 — в мае 1942 года, обе партии с помощью северных конвоев. | 1941               | North American Aviation           | 10                  |             |
| Бомбардировщики        |             | |                    |                                   |                     |             |
| A-20 Havoc/DB-7 Boston |             | Дуглас А-20 (он же «Бостон», «Хэвок»). Первые 44 самолёта A-20 были отгружены из США до конца 1941 года: 3 машины пришли с северными конвоями, остальные — через Иран. В полках ВВС СССР самолёты получили кодировку Б-3 «Бостон». По сравнению с отечественным Пе-2, «Бостон» прощал ошибки пилотирования и возвращался на аэродром при потере одного из двигателей. Самолёты поставлялись тремя основными маршрутами ленд-лиза. Однако, по ходу войны поставки стали постепенно сокращаться: если в 1943 году было получено 1360 самолётов, в 1944-м — 743, а в 1945-м году — только 1. На 1 мая 1945 года в строю оставалось 935 «Бостонов». | 1939               | Douglas Aircraft                  | 2771                |             |
| B-25 Mitchell          |             | В декабре 1941 года северными конвоями в СССР были доставлены первые 4 бомбардировщика B-25. После выявленных недостатков самолёты, начавшие прибывать в СССР через Иран, были дополнительно оборудованы антиобледенительными устройствами. С конца 1942 года поставки пошли исключительно по Алсибу. По окончании войны часть самолётов, которые подлежали возврату по условиям ленд-лиза, были уничтожены под контролем американцев . | 1941               | North American Aviation           | 861                 |             |
| Другие типы самолётов  |             | |                    |                                   |                     |             |
| Douglas C-47           |             | Поставки военного варианта самолёта DC-3 — С-47 «Скайтрейн» начались в октябре 1942 года по Алсибу. Внешне самолёты, поставленные по ленд-лизу не отличались от Ли-2, производившихся в СССР по лицензии. Поставки самолётов продолжались вплоть до окончания войны с Японией. После войны часть самолётов была переоборудована в пассажирские. | 1941               | Douglas Aircraft                  | 707                 |             |
| PBY Catalina           |             | Первые 25 самолётов PBN-1 «Номад» (которые по привычке именовали «Каталинами») доставлялись в два этапа через Великобританию в июне 1944 года, следующие партии шли на Тихоокеанский флот через Аляску и на Черноморский и Балтийский флоты — через Иран. Ни одна из летающих лодок не была возвращена США по окончании войны. | 1936               | Consolidated Aircraft Corporation | 185                 |             |
| T-6 Texan              |             | Первые 8 самолётов AT-6C «Тексан» прибыли с северными конвоями, ещё 20 — через иранский коридор. Самолёты предназначались для подготовки и переподготовки лётчиков СССР на импортную авиатехнику. В марте 1945 года СССР заказал ещё 600 самолётов, однако США согласились поставить только 225. Поставка началась по Алсибу и продолжались до окончания японской кампании. В СССР успели прибыть 54 самолёта. | 1937               | North American Aviation           | 82                  |             |
| Curtiss O-52 Owl       |             | В ходе переговоров было принято решение о поставке 30 морально устаревших самолётов «Кёртис». На протяжении 1941—1942 года до СССР добрались лишь 19 из них. За годы войны были потеряны (сбиты либо потерпели крушения) 13 самолётов. К маю 1945 года в строю осталось 4 из которых только один самолёт «сова» находился в составе действующей армии. | 1941               | Curtiss-Wright                    | 19                  |             |

### Производства Великобритании
| Истребители • Бомбардировщики • Другие типы самолётов |

| Обозначение           | Изображение | Краткое описание | Год начала выпуска | Производитель       | Прибыло в СССР, шт. |             |
| Истребители           | Истребители | Истребители | Истребители        | Истребители         | Истребители         | Истребители |
| --------------------- | ----------- | --- | ------------------ | ------------------- | ------------------- | ----------- |
| Hawker Hurricane      |             | Первые 39 истребителей «Харрикейн» прибыли в октябре 1941 года для прикрытия морских конвоев за Полярным кругом. В ходе боёв обнаружилось, что пулемёты «Харрикейнов» не способны поражать фашистские самолёты. Перевооружению отечественными авиапушками подверглась 1000 истребителей (как вновь прибывших, так и отозванных с фронта). Уже в 1942 году СССР настаивал о снижении поставок стремительно устаревающих «Харрикейнов» в пользу более современных «Спитфайров».                                                            | 1934               | Hawker Aircraft     | 3082                |             |
| Supermarine Spitfire  |             | Первые 7 самолётов-фоторазведчиков «Спитфайр» прибыли на Кольский полуостров в 1942—1943 годах с английскими пилотами и были переданы советской стороне по окончании миссий. Первые истребители прибыли в СССР через Иран в начале 1943 года после настойчивых обращений по замене поставок устаревших «Харрикейнов» на современные истребители. Оставались на вооружении 26-ти авиаполков ПВО СССР вплоть до 1947—1948 годов. | 1938               | Supermarine         | 1185                |             |
| Бомбардировщики       |             | |                    |                     |                     |             |
| Hampden               |             | Торпедоносцы «Хэмпден» были отправлены в СССР в сентябре 1942 года в составе британской авиагруппы: из 35 «Хэмпденов», вылетевших с Шетландских островов, добрались невредимыми только 23 (часть разбилась над территорией Финляндии и Швеции, часть — сбита немецкими истребителями и средствами ПВО, причём один был сбит над устьем Колы советскими зенитчиками, а ещё три было потеряно в результате жёсткой вынужденной посадки на советской территории). После проводки конвоя PQ-18 торпедоносцы были переданы советской стороне. | 1936               | Handley Page        | 23                  |             |
| Другие типы самолётов |             | |                    |                     |                     |             |
| Albemarle             |             | Первый «Альбемарль» прибыл по маршруту Эррол — Внуково 3 марта 1943 года. К концу весны 1943 года в СССР прибыли 12 самолётов, но после потери одного из самолётов над Скандинавией оставшиеся машины доставлены иранским маршрутом. К сентябрю 1943 года число поставленных «Альбемарлей» достигло 25. | 1942               | Armstrong Whitworth | 25                  |             |

### Самолёты, поставленные в единичных экземплярах
| Обозначение     | Изображение | Краткое описание | Год начала выпуска | Производитель  | Прибыло в СССР, шт. |
| --------------- | ----------- | --- | ------------------ | -------------- | ------------------- |
| Mosquito        |             | Переданный «Москито» 19 апреля 1944 года перелетел из Шотландии над Северным морем и Швецией и затем через линию фронта во Внуково. После ознакомительных полётов представители СССР сделали заявку на 1200 «Москито» последних модификаций, но Великобритания отказала в поставке, сославшись на собственную большую потребность в данном типе самолёта.                                                      | 1940               | de Havilland   | 1                   |
| Short Stirling  |             | «Стирлинг» прибыл в Иран в феврале 1945 года, однако в связи с необходимостью ремонта его передача затянулась и состоялась только в мае. Полученный «Стирлинг» прошёл испытания и был передан Полярной авиации, но фактически не использовался и был списан в конце 1947 года. | 1940               | Short Brothers | 1                   |
| OS2U Kingfisher |             | Два корабельных разведчика OS2U-3 «Кингфишер» прибыли в СССР 24 августа 1944 года вместе с американским лёгким крейсером «Милуоки», в качестве замены советской доли при разделе итальянского флота и переименованном в «Мурманск». «Мурманск» до конца войны базировался в Архангельске и самолёты участвовали лишь в учебных полётах. Крейсер вместе с двумя «Кингфишерами» вернули американцам в 1947 году. | 1940               | Vought         | 2                   |

## Комментарии
1. ↑  Товары и грузы из Канады до этого поступали в СССР в счёт британских, так как между СССР и Канадой на тот момент отсутствовали дипломатические отношения. Дипломатические представительства в обеих странах появились 12 июня 1942 года. Несмотря на улучшение отношений, подписание Вашингтонского протокола состоялось без участия Канады. В рамках соглашения Канада обязалась на протяжении трёх лет поставлять пшеницу в СССР[11].
2. ↑  Руководству СССР было известно заявление, которое сделал на посту сенатора Гарри Трумэн: «Если мы увидим, что выигрывает Германия, то нам следует помогать России, а если выигрывать будет Россия, то нам следует помогать Германии, и, таким образом, пусть они убивают как можно больше, хотя я не хочу победы Гитлера ни при каких обстоятельствах»[15]. Стремление Трумэна уничтожить как можно больше европейцев чужими руками получило подтверждение к концу войны. 23 апреля 1945 года вскоре после прихода к Белый дом Трумэн объявил членам правительства и командованию вооружённых сил, что в отношении СССР он намерен вести «твёрдый курс». Новую президентскую линию активно поддерживали военно-морской министр Дж. Форрестол, помощник госсекретаря Дж. Грю, глава военной миссии США в СССР генерал Дж. Дин[16]. Также уместно вспомнить о ведении переговоров в рамках секретной операции «Санрайз» (англ. Sunrise — «восход солнца»). Тайные переговоры представителей США и Великобритании с представителями Германии о капитуляции немецких войск в северной Италии в заключительный период второй Мировой войны без непосредственного участия представителей СССР проходили в марте и апреле 1945 года в Швейцарии.
3. ↑  Долгое время стороны не могли договориться о размере выплат по ленд-лизу. В 1948 году переговоры были прерваны и возобновились только через три года — в 1951 году. На этот раз США требовали уплатить в несколько раз меньшую от исходной суммы (800 миллионов долларов США), а СССР соглашался уплатить сумму, почти вдвое превышавшую первоначально заявленную (300 млн $). Резкое уменьшение запрашиваемой суммы со стороны США на первый взгляд выглядит удивительным. Тем не менее, этому существует объяснимая причина: СССР продолжал возврат собственнику оборудования, полученного по межгосударственному лизингу. В 1945 году в США была возвращена часть грузовых судов и океанских танкеров. В 1946—1947 годах после предварительно проведенного капитального ремонта была сдана союзникам часть автомобилей. Союзники пригоняли в порт корабль с прессом и ножницами. По условиям договора по возврату оборудования специальная комиссия принимала технику, тщательно проверяла соответствие заводской комплектации. После чего всю полученную технику отправляли под пресс, а затем грузили на баржи. В рамках выполнения специального соглашения от 27 сентября 1949 года о сроках и порядке возвращения военного имущества, поставленного по ленд-лизу в СССР, было возвращено американцам 3 ледокола и 27 фрегатов военно-морского флота США[30].
4. ↑  «Соглашение в форме обмена Письмами относительно оплаты остатка, предусмотренного Соглашением между Правительством СССР и Правительством Соединённых Штатов Америки об урегулировании ленд-лиза, взаимной помощи и претензии от 18 октября 1978 года». Заключено в столице США Вашингтоне 01.06.1990. Соглашение вступило в силу 01.06.1990[32]. Документ не был опубликован.
5. ↑  Здесь необходимо обратить внимание на то, что хотя долг оставался без движения на протяжении 17 лет, проценты на ранее не выплаченную задолженность не начислялись[32].
6. ↑  Соответствует согласованной в 1972 году сумме долга в 722 млн $ за вычетом 48 млн $ советских выплат[32].
7. ↑  Решение о поставке первых 200 «Томагауков» было принято Министерством авиации Великобритании 20 июля 1941 года после обращения посла СССР к британскому правительству. В это число входили, как самолёты, уже поставленные США в Великобританию, так и находившиеся ещё в США. Первые 48 самолётов были доставлены в Архангельск 1 сентября и поступили на вооружение полков ПВО. Всего СССР было принято 247 «Томагауков».
Первые модифицированные P-40, известные как «Киттихаук», поступили в СССР из Великобритании в конце 1941 года. С лета 1942 года маршрут поставки дополнился иранским направлением, с осени — начались поставки из США через Аляску. Поставки в 1942 году составили 487 самолётов, в 1943—949 штук, всего было принято 1887 машин. P-40 оставались на вооружении ВС СССР до конца 40-х годов[35].
8. ↑  Самый массовый из всех типов самолётов, поставленных в СССР по ленд-лизу, «Аэрокобра» завоевала уважение и популярность у советских лётчиков, в отличие от частей авиации союзников, где она не получила широкого распространения. К концу 1941 года в СССР прибыли первые 11 самолётов из Великобритании, в апреле-мае 1942 года были проведены их государственные испытания на базе НИИ ВВС. Первыми частями, пересевшими на «Аэрокобры», стали 153-й и 185-й истребительные авиаполки. Но первыми в боях приняли участие P-39 из состава 19-го гвардейского иап Карельского фронта. С началом поставок по иранскому коридору наибольшее количество самолётов этой марки было сосредоточено на южном направлении, именно там в 1943 году открыл счёт своим победам на «Арокобрах» Александр Покрышкин. Рекордсменом по числу побед на P-39 стал Григорий Рычкалов, сбивший на кобрах 50 самолётов противника. Около ста лётчиков, воевавших на «Аэрокобрах», получили звание Героев Советского Союза. Всего США отправили в СССР 4746 самолётов, ещё 212 были отправлены из Великобритании из числа уже бывших там в эксплуатации. До СССР добрались 4952 самолёта, при этом в боях было сбито 2202 истребителя, в среднем на одну потерянную машину приходилось по 122 боевых вылета и 4 сбитых самолёта противника. На вооружении ВВС «Аэрокобры» оставались вплоть до начала 1950-х годов, а в качестве учебных в авиаучилищах — даже дольше[36].
9. ↑  Поставка «Кингкобр» по АЛСИБу началась в июне 1944 года, до конца года было отправлено более 800 истребителей, но с вводом их в строевые части в ВВС не торопились, так как к концу войны уже не было в этом острой необходимости. Вплоть до марта 1945 года НИИ ВВС и ЛИИ НКАП проводили лётные испытания различных модификаций «Кингкобр». К 1 мая 1945 года в составе ВВС было уже 1473 истребителя этой марки, но лишь 5 машин находились в действующей армии. Самолёты также поступали в части ПВО. С капитуляцией Германии поставки не прекратились, но теперь самолёты направлялись на Дальний Восток и Забайкалье, где они приняли участие в войне с Японией. «Кингкобры» оставались на вооружении ВВС до начала 1950-х годов до замены их на реактивные самолёты, при этом американские истребители использовали для обучения взлёту-посадке с шасси с носовым колесом[37].
10. ↑  Перегон по маршруту Алсиб в зимнее время был сопряжён со множеством трудностей и в Москву самолёты прибыли лишь в марте 1944 года. Несмотря на мощное вооружение — 8 пулемётов 12,7 мм и возможность бомбовой нагрузки в 1135 кг, самолёт вызвал множество нареканий из-за недостаточной скорости в горизонтальных и вертикальных манёврах, что для истребителя было критичным недостатком. Тем не менее, было принято решение о поставке 200 машин, практически все они прибыли по иранскому маршруту. Большинство были распределены по тыловым частям ПВО, кроме того P-47 поступил на вооружение 255-го иап ВВС Северного флота. В боях «Тандерболт» практически не участвовал и к середине 1946 года был снят с вооружения ВВС[38].
11. ↑  После получения самолётов P-51 была составлена программа испытаний на базе НИИ ВВС, три истребителя были отправлены на Калининский фронт, в 5-й гвардейский иап, где в их войсковых испытаниях приняли участие будущие дважды Герои Советского Союза Зайцев (командир полка) и Попков. Оставшаяся часть истребителей эксплуатировалась на учебной авиабазе в Иваново. В боях в составе ВВС СССР данный тип самолётов не использовался[39].
12. ↑  Впервые заинтересованность в закупке этого бомбардировщика СССР проявил ещё в 1939 году, но контракт не был подписан из-за начавшейся советско-финской войны. Вновь запрос об их поставке поступил в ходе переговоров в Москве в сентябре 1941 года, эту модель настойчиво рекомендовали НКАП, ВВС и разведуправление Генштаба. До конца 1941 года из США были отгружены первые 44 самолёта A-20 — 3 машины пришли с северными конвоями, остальные — через Иран. Первые два полка ВВС закончили перевооружение и подготовку на получивших кодировку Б-3 «Бостонах» в мае 1942 года — ими стали 794-й и 57-й бап, в это время на разных стадиях освоения нового типа самолёта находилось ещё 11 полков. «Бостон» стал одной из основных рабочих лошадок ВВС РККА — ближним бомбардировщиком и торпедоносцем, использовался он также в качестве тяжёлого истребителя и транспортного самолёта. «Бостон» был проще в управлении по сравнению с отечественным Пе-2, прощал ошибки слабо подготовленных выпускников училищ военных лет, возвращался на аэродром при потере одного из двигателей. Американцы спроектировали комфортные кабины с бронекреслами для пилота и штурмана, было предусмотрено отопление кабины. Но первые бои показали недостаточность вооружения бомбардировщика против истребителей противника. В сентябре 1942 года началось перевооружение бомбардировщиков на установки с пулемётами УБК и УБТ. Было оборудовано место для четвёртого члена экипажа — стрелка. Кроме того, дополнительно увеличивалось количество точек подвески бомбового вооружения, а в бомбоотсеках устанавливались отечественные кассеты, бомбосбрасыватели и прицелы. Самолёты, переданные в распоряжение авиации ВМФ, переоборудовались в торпедоносцы, став самым распространённым самолётом этого типа. 8-я минно-торпедная авиационная дивизия на Балтийском флоте имела на счету 229 потопленных судов противника. Самолёты прибывали всеми тремя основными маршрутами ленд-лиза, по ходу войны поставки постепенно стали сокращаться: если в 1943 году было получено 1360 самолётов, в 1944-м — уже только 743, в 1945-м году — только 1. На 1 мая 1945 года в строю оставалось 935 «Бостонов». Они оставались на вооружении вплоть до начала 1950-х годов, успели поучаствовать в войне в Корее и были списаны лишь по мере перевооружения на реактивные Ил-28[40].
13. ↑  Первые 4 бомбардировщика B-25, которые прибыли в СССР с северными конвоями в декабре 1941 года, поступили на изучение в НИИ ВВС и на авиабазу в Иваново. В результате, самолёты, начавшие прибывать в СССР через Иран, были дополнительно оборудованы антиобледенительными устройствами, с 640 кг бомбовая нагрузка была увеличена до 2000 кг. К концу весны 1942 года на B-25 были перевооружены три полка — 37-й, 125-й и 16-й бап. С конца 1942 года поставки пошли исключительно по Алсибу. Попытка использования B-25 в качестве фронтового бомбардировщика быстро выявила его непригодность в этом качестве и машины были переданы авиации дальнего действия. Там их использовали в ночное время для ударов по аэродромам противника, железнодорожным узлам, оборонительным укреплённым районам. «Митчеллы» принимали участие в бомбардировках Варшавы, Бреслау, Тильзита, Кенигсберга, Берлина, Дебрецена. Машина использовалась также в качестве транспортного самолёта, так, например, его использовали для доставки оружия и медикаментов для войск Броза Тито в Югославии и партизанам Словакии в ходе национального восстания. Всего на немецком фронте был потерян 201 бомбардировщик этой марки. Часть из остававшихся в строю участвовала в японской кампании. По окончании войны часть самолётов, которые подлежали возврату по условиям ленд-лиза, были уничтожены под контролем американцев. Но большая часть оставалась на вооружении дальней авиации, часть была передана гражданскому воздушному флоту, полярной авиации, картографам, «Дальстрою». По мере снятия с вооружения, часть самолётов была переоборудована в самолёты-мишени для испытаний различных систем ПВО, часть — в качестве летающих лабораторий для испытаний новых типов двигателей, вооружения и аппаратуры[43].
14. ↑  В связи с потерей большого количества транспортных самолётов в первый год войны, а также использованием имевшихся ПС-84 (лицензионных DC-3) в качестве дальних ночных бомбардировщиков авиации дальнего действия, СССР запросил американскую сторону о поставке военно-транспортных самолётов. Для поставки был выбран военный вариант DC-3 — С-47 «Скайтрейн». Поставки начались в октябре 1942 года по АЛСИБу, изначально все самолёты предназначались ГВФ, выполнявшему во время войны роль военно-транспортной авиации, но по ходу поставок часть самолётов была передана АДД (всего 111 самолётов) и ВВС (218 самолётов). Внешне самолёты, поставленные по ленд-лизу не отличались от производившихся в Химках и Ташкенте ПС-84, с 1942 года получивших индекс Ли-2, и те и другие в войсках называли просто «Дугласами». Помимо транспортных перевозок, C-47 использовался при проведении десантных операций — первой стала высадка воздушного десанта на правом берегу Днепра осенью 1943 года. На Северном флоте «Дугласы», благодаря высокому запасу горючего, привлекали для патрулирования моря в поисках немецких подлодок. Самолёты также активно использовались для связи с партизанскими отрядами в немецком тылу. По мере продвижения Красной Армии на запад, часть C-47 были переданы коммунистическим формированиям Югославии и Польши. В 1943 году для доставки Сталина на конференцию в Тегеране был использован C-47 полковника Грачёва. Поставки самолётов продолжались вплоть до окончания войны с Японией. После войны часть самолётов была переоборудована в пассажирские. Значительную часть самолётов получил в своё распоряжение НКВД (МВД), а также различные подразделения ГУЛАГа. По мере износа родных американских двигателей они заменялись на отечественные АШ-62ИР и АШ-82ФН[45].
15. ↑  К 1 июня 1944 года ВМФ СССР потерял 588 гидросамолётов из 859 имевшихся на начало войны, при этом на Балтике не осталось ни одного самолёта, на Чёрном море — лишь 15. В 1944 году США дали согласие на поставку летающих лодок, для этих целей была выбрана модель PBN-1, практически не применявшаяся союзниками. PBN-1 получил имя «Номад», но по привычке гидросамолёты продолжали именовать «Каталинами». Первые 25 самолётов доставлялись в два этапа через Великобританию в июне 1944 года, следующие партии шли на Тихоокеанский флот через Аляску и на Черноморский и Балтийский флоты — через Иран. На советско-германском фронте все «Номады» сразу включились в боевую работу — их главной задачей стал поиск и уничтожение подводных лодок противника. На Чёрном и Балтийских морях летающие лодки также вели поиск пилотов сбитых самолётов, с их помощью были высажены десанты для взятия под контроль румынских и болгарских портов. На германском фронте из 107 PBN-1 до конца войны было потеряно 9 самолётов в результате аварий, боевых потерь не было. На Дальнем Востоке использовались летающие лодки PBN-1 и PBY-6A, они высаживали десанты на Сахалине и Курильских островах, а также сопровождали в ходе полётов над морем группы бомбардировщиков. Именно на «Каталинах» прибыла в Токио миссия генерал-лейтенанта Деревянко для церемонии принятия капитуляции Японии на борту линкора «Миссури». Ни одна из летающих лодок не была возвращена США по окончании войны, они широко использовались в ВМФ и гражданских организациях вплоть до конца 1950-х годов[46].
16. ↑  С появлением на вооружении американских самолётов возникла потребность в поставках учебных машин и заявка на их поставку была сделана 10 декабря 1942 года. Первые 8 самолётов AT-6C прибыли с северными конвоями, ещё 20 — через иранский коридор. По результатам испытаний на базе НИИ ВВС «Тексаны» получили высокую оценку за отличную управляемость и возможность отработки всех требуемых для истребителя элементов пилотажа. Самолёты распределили между запасными полками и лётными училищами, где велась подготовка и переподготовка лётчиков на импортную технику. В марте 1945 года СССР сделал заявку ещё на 600 самолётов, США согласились поставить 225, их поставка началась через АЛСИБ. Поставки продолжались до окончания японской кампании, в СССР успели прибыть 54 самолёта[47].
17. ↑  Американской стороной в июле 1941 года было предложено к поставке 100 самолётов «Кёртис» в качестве самолётов связи и корректировщиков огня артиллерии, но представители ВВС СССР не проявили к ним интереса, в качестве компромисса было принято решение о поставке 30 машин. До СССР в 1941—1942 годах добрались лишь 19 из них. Были сформированы три отдельные корпусные авиационные эскадрильи. Из-за невысокой скорости полёта и отсутствия бронезащиты «Кёртисы» старались использовать в ночное время, в дневное время — под прикрытием истребителей. Основная задача — ведение визуальной и фоторазведки вдоль линии фронта и корректировка артиллерийского огня. Иногда самолёты использовали для заброски разведчиков во вражеский тыл. К маю 1945 года в строю оставалось 4 «совы», причём лишь один самолёт находился в действующей армии. За годы войны были потеряны (сбиты либо потерпели крушения) 13 самолётов[48].
18. ↑  В июле 1941 года Великобритания дала согласие на поставку 200 истребителей «Харрикейн», первые 39 истребителей прибыли для прикрытия морских конвоев за Полярным кругом в составе 81-й и 134-й эскадрилий. В задачу британских лётчиков помимо боевой работы входило ознакомление советских коллег с новой техникой. Первыми советскими лётчиками, освоившими пилотирование «Харрикейнов» стали командующий ВВС Северного флота генерал Кузнецов и майор Сафонов. Британские истребители были переданы советской стороне в октябре 1941 года, к этому времени с северными конвоями уже шли первые партии истребителей, построенных для СССР на заводах Великобритании и Канады. Оснащение авиаполков британскими самолётами началось с Северного флота и Ленинградского фронта. Быстро выяснилась недостаточность вооружения — пулемёты калибра 7,69 не могли надёжно поражать немецкие самолёты. По заданию НКАП в ОКБ-15 Шпитального были разработаны несколько вариантов перевооружения «Харрикейнов» с применением отечественных авиапушек и крупнокалиберных пулемётов. Перевооружению подверглись тысяча истребителей, как вновь прибывших, так и отозванных с фронта. Необходимость в перевооружении отпала с началом поставок «Харрикейнов» модели IIC, вооружённых 4-мя 20-мм пушками. Несмотря на это, уже в 1942 году Советский Союз настаивал о снижении поставок стремительно устаревающих «Харрикейнов» в пользу более современных «Спитфайров». Все вновь поставленные истребители перенаправляли из фронтовой авиации в полки ПВО. При этом активно «Харрикейны» продолжали воевать в составе ВВС Северного флота, где они дополнительно привлекались к штурмовкам немецких аэродромов и небольших кораблей на морских коммуникациях. После окончания войны британские самолёты сняли с вооружения в марте 1946, но часть «Харрикейнов» вплоть до 1950 года использовались в качестве метеоразведчиков[49].
19. ↑  Первыми «Спитфайрами», оказавшимися в распоряжении советских ВВС, стали 7 самолётов-фоторазведчиков, в 1942—1943 годах прибывших на Кольский полуостров с английскими пилотами и переданными советской стороне по окончании миссий. Самолёты поступили в 28-ю отдельную разведывательную эскадрилью 118-го разведполка Северного флота и успешно участвовали в разведке баз немецкого флота и аэродромов в Норвегии. Первые же истребители прибыли в СССР через Иран в начале 1943 года после настойчивых обращений по замене поставок устаревших «Харрикейнов» на современные истребители. Первыми «Спитфайры» V-й серии получили 57-й гвардейский авиаполк, с апреля 1943 года полк вёл интенсивные бои в ходе боёв в районе станицы Крымской. В августе там же на южном фланге фронта начал боевые действия на «Спитфайрах» 821-й авиаполк. Но основной службой английских истребителей стала противовоздушная оборона, в полки ПВО были направлены все 1050 истребителей IX-й серии, поставленных в СССР по III протоколу. К концу войны «Спитфайрами» были вооружены 26 из 81 авиаполка ПВО. Британские истребители оставались на вооружении вплоть до 1947—1948 годов[50].
20. ↑  Изначально торпедоносцы «Хэмпден» были отправлены в СССР в сентябре 1942 года в составе британской авиагруппы, в которую входили также разведчики «Спитфайр» и «Москито», а также летающие лодки «Каталина». Из 35 «Хэмпденов», вылетевших с Шетландских островов, лишь 23 добрались невредимыми, часть потерпела крушения над территорией Швеции и Финляндии, часть было сбито немецкими истребителями и ПВО, один был сбит над устьем Колы советскими зенитчиками, три были разбиты при неудачной вынужденной посадке на советской территории. После проводки конвоя PQ-18 было принято решение передать торпедоносцы советской стороне. Английские торпедоносцы поступили в состав 3-й эскадрильи вновь сформированного 24-го минно-торпедного авиаполка Северного флота. В боевых действиях они участвовали также в качестве ночных бомбардировщиков. В декабре 1942 года советские «Хэмпдены» открыли счёт боевым успехам — были потоплены несколько немецких транспортов, но при этом полк нёс потери — 1 февраля в строю оставалось лишь 11 британских самолётов. В одном из боёв самолёт капитана Баштыркова был повреждён огнём корабельной ПВО, но не свернул с боевого курса до сброса торпеды, после чего был сбит шквальным огнём немецких зенитчиков. Командир экипажа Баштырков и штурман Гаврилов были посмертно удостоены звания Героев Советского Союза. 25 апреля 1943 года подвиг товарищей повторил экипаж капитана Киселёва, помимо командира звание Героя Советского Союза было посмертно присвоено штурману Покало. К середине июля в строю остался лишь один «Хэмпден», а полк начал перевооружение на американские торпедоносцы A-20G[51].
21. ↑  В сентябре 1942 года Великобритания в ответ на запрос СССР о поставке транспортных самолётов предложила поставить бомбардировщики «Альбемарль», доработанные в транспортный вариант. Ранее самолёт получил отрицательные отзывы британских ВВС по всем его вариантам — как бомбардировщик, торпедоносец, дальний разведчик и морской патрульный самолёт. Представители СССР согласились на поставку 25 машин для подробного изучения. В Великобританию в январе была сформирована 305-я учебная часть, самолёты подверглись доработке с целью возможности перегона при больших высотах полёта. Первый самолёт проделал перелёт по маршруту Эррол — Внуково 3 марта 1943 года. К концу весны 1943 года в СССР прибыли 12 самолётов, но после потери одного из самолётов над Скандинавией было решено оставшиеся машины доставлять иранским маршрутом. К сентябрю 1943 года число поставленных «Альбемарлей» достигло 25. В ходе испытаний на базе НИИ ВВС, НИИ ВВС ВМФ и НИИ ГВФ изучались возможности различные варианты вооружения самолётов и их использования в качестве бомбардировщика, торпедоносца и постановщика мин, транспортного или пассажирского самолёта. Опытная эксплуатация в качестве транспортных самолётов выявила такое количество конструктивных недостатков самолёта, что в сентябре 1943 года СССР официально отказался от дальнейшего приёма «Альбемарлей» без их доработки. До весны 1944 года англичане пытались устранить «болезни» машины, но после гибели в Шотландии советского экипажа в апреле 1944 года СССР окончательно отказался от приёма данного типа самолётов и учебные экипажи вернулись домой. Часть поставленных самолётов использовалась в качестве транспортных и учебных, к концу 1945 года был списан последний из остававшихся в строю[52].
22. ↑  Первые ознакомительные полёты на «Москито» представители советских ВВС совершили в ходе визита в Великобританию в 1941 году. Осенью 1942 года была сделана заявка на поставку одного экземпляра «Москито» для более детального ознакомления. После серии ознакомительных полётов в Шотландии в 1943—1944 годах, переданный «Москито» 19 апреля 1944 года перелетел из Шотландии над Северным морем и Швецией и затем через линию фронта во Внуково. Были проведены испытания на базе ЛИИ НКАП и НИИ ВВС, после одного из испытательных полётов 15 мая 1944 года самолёт разбился при приземлении, экипаж не пострадал. Разбитый экземпляр был передан представителям профильных советских заводов для изучения конструкции его отдельных узлов и приборов. Позднее представители СССР сделали заявку на 1200 «Москито» последних модификаций, но Великобритания отказала в поставке, сославшись на собственную большую потребность в данном типе самолёта[53].
23. ↑  Образец британского тяжёлого бомбардировщика был заказан советской стороной в ноябре 1944 года с целью изучения конструкции и применённых технологий. Для передачи был выбран самолёт, произведённый в июле 1944 года и практически не имевший налёта. Самолёт прибыл в Иран в феврале 1945 года, но его передача затянулась в связи с необходимостью ремонта. Передача «Стирлинга» состоялась лишь в мае, возможно, что англичане передали советской стороне другой экземпляр. Полученный «Стирлинг» прошёл испытания на базе ЛИИ НКАП, после чего был передан Полярной авиации, но фактически не использовался и был списан в конце 1947 года[54].